# 공급의 가격 탄력성

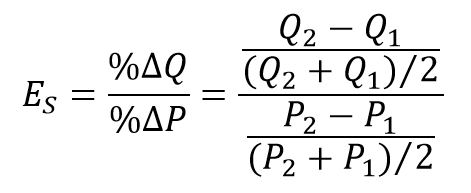
공급의 가격 탄력성에 대한 공식

공급의 가격 탄력성(영어: Price Elasticity of Supply, PES 또는 Es)은 재화의 가격의 변화가 공급량이 얼마나 민감하게 반응하게 되는지를 나타낸 것이다.
이는 숫자로 나타낼 수 있으며 이는 공급의 백분율의 변화에 대한 가격의 변화의 비로 정의된다.
만약 값이 1 미만이면 공급은 비탄력적이고 1 초과하면 탄력적이라고 할 수 있다. 값이 0일 경우에는 공급량이 가격 변화에도 어떠한 영향을 미치지 않으며 공급량은 고정되어 있다고 할 수 있다. 만약 PED가 1일 경우 재화는 단위탄력적이라고 할 수 있다.
단기간에는 생산자가 재고를 보관할 수 있기 때문에 재화의 공급량은 생산량과 다를 수 있다.

## 같이 보기
- 수요의 가격 탄력성
- 교차탄력성